# Crossostylis

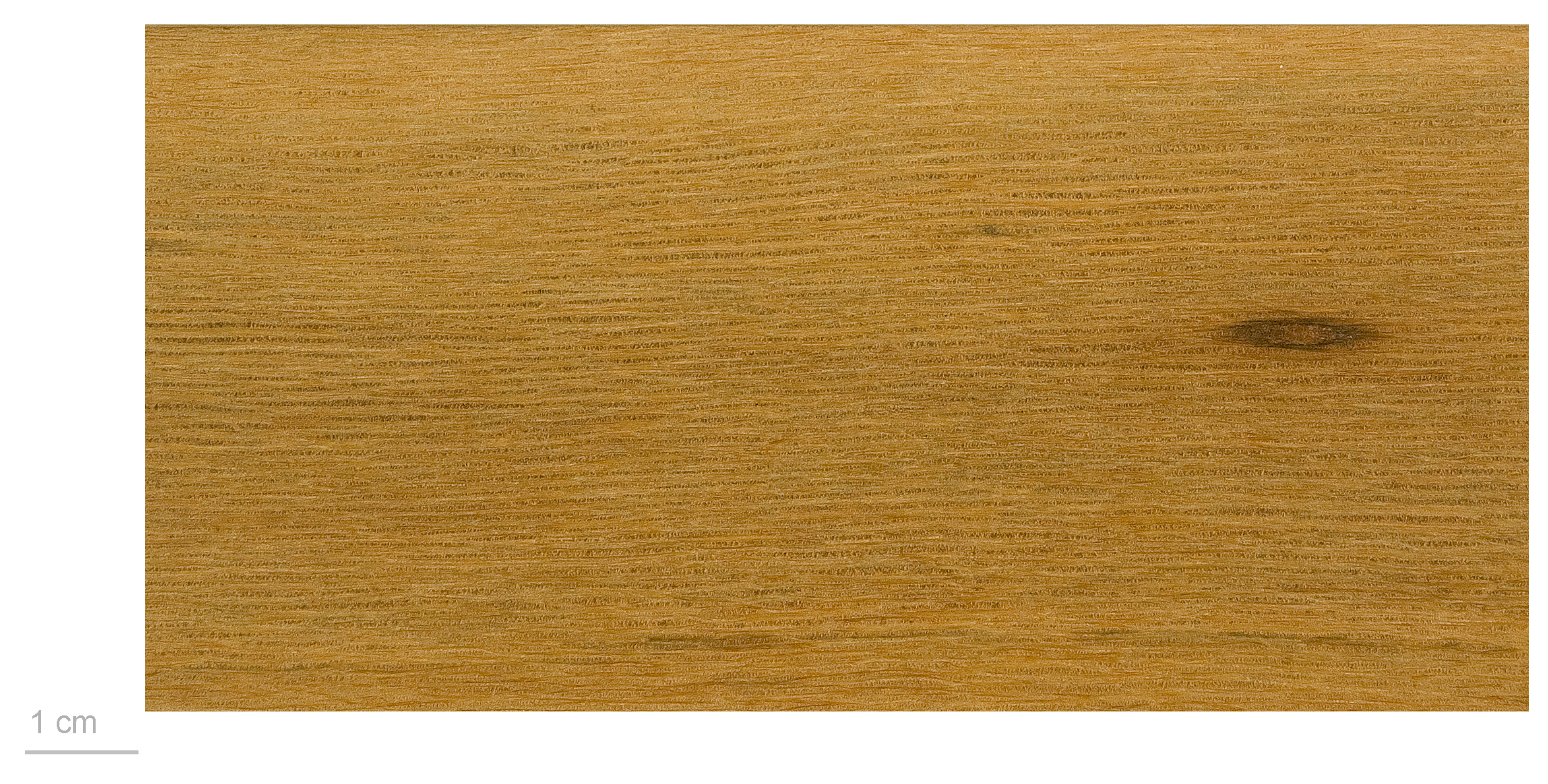
Crossostylis grandiflora

Crossostylis é um género botânico pertencente à família Rhizophoraceae.
1. ↑  «Crossostylis — World Flora Online». www.worldfloraonline.org. Consultado em 19 de agosto de 2020